# Burg Haslach
Die Burg Haslach liegt in der Gemeinde Haslach an der Mühl im Bezirk Rohrbach von Oberösterreich.

## Geschichte
Der Markt Haslach und seine Wehranlage waren Zankapfel zwischen den damals sehr mächtigen Rosenbergern aus Südböhmen und den Bischöfen von Passau bzw. dem Landesherrn.
Die Burg wurde von Peter von Rosenberg erbaut. In einer Rückkaufsurkunde vom 11. September 1341 verpflichtete sich der Rosenberger gegen dem Bischof Albert von Passau, „daz er di vest, di er in den Markcht gepawt hat, niderlegen schol“. Ob dies erfolgte, ist ungewiss, der Turm blieb jedenfalls stehen. Am 13. Juli 1487 befahl Kaiser Friedrich III. dem Wok von Rosenberg, die Bauarbeiten an der Befestigung der Marktes Haslach und der Burg einzustellen, da er dazu keine Erlaubnis habe und keine Notwendigkeit bestünde. 1599 musste Peter Wok von Rosenberg Haslach an den Passauer Bischof Leopold V. verkaufen.

## Burg Haslach heute
Von der einstigen Burg steht noch der mächtige Turm, der heute als Kirchturm der katholischen Pfarrkirche hl. Nikolaus dient; dieser ist 63 Meter hoch. Der Turm wurde um 1906/07 neu gestaltet, bis 1906 hatte er einen geschlossenen Wehrgang, heute eine offene Galerie.
Der Turm besitzt sechs Geschoße, die unteren vier sind mit Tonnengewölben ausgestattet. Der Turm besaß einen Hocheinstieg mit einer Zugbrücke, von dort geht es weiter mit einer Treppe in Mauerstärke; die Belichtung der Treppe erfolgt durch röhrenförmige Luken. Über dem sechsten Geschoß befindet sich ein auskragender steinerner Wehrgang.

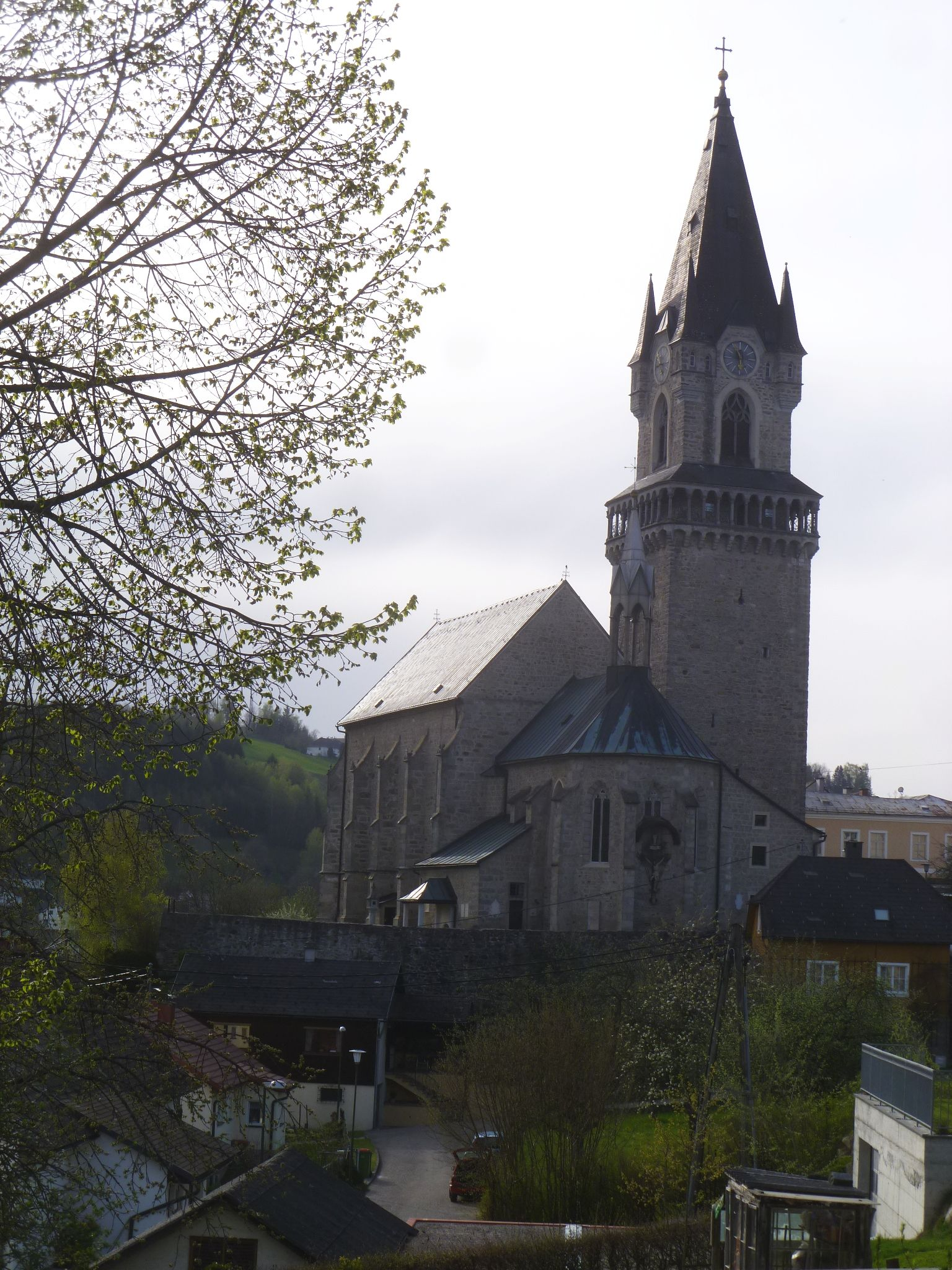
Pfarrkirche hl. Nikolaus in Haslach an der Mühl
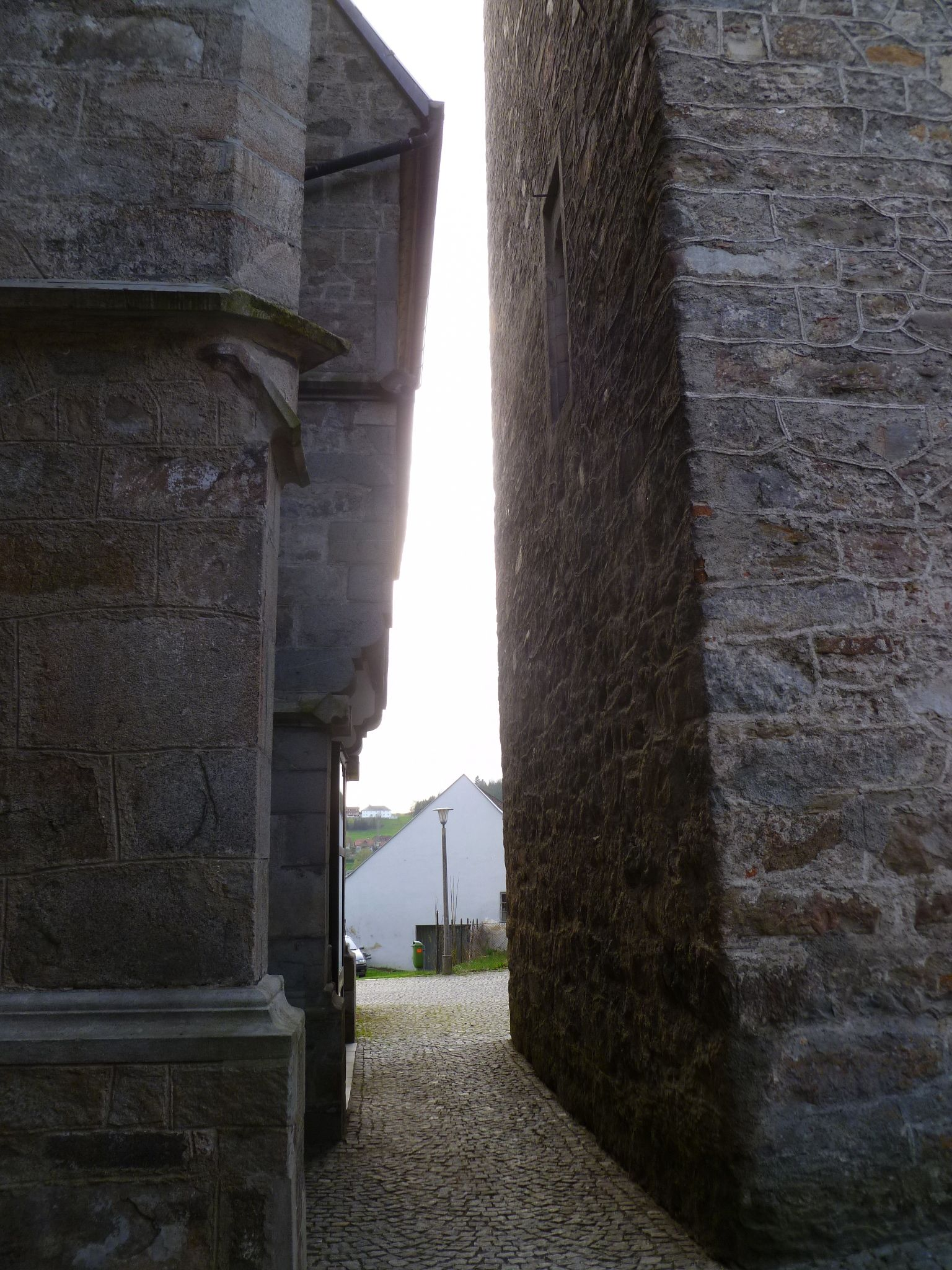
Wehrturm und Abstand zur Pfarrkirche
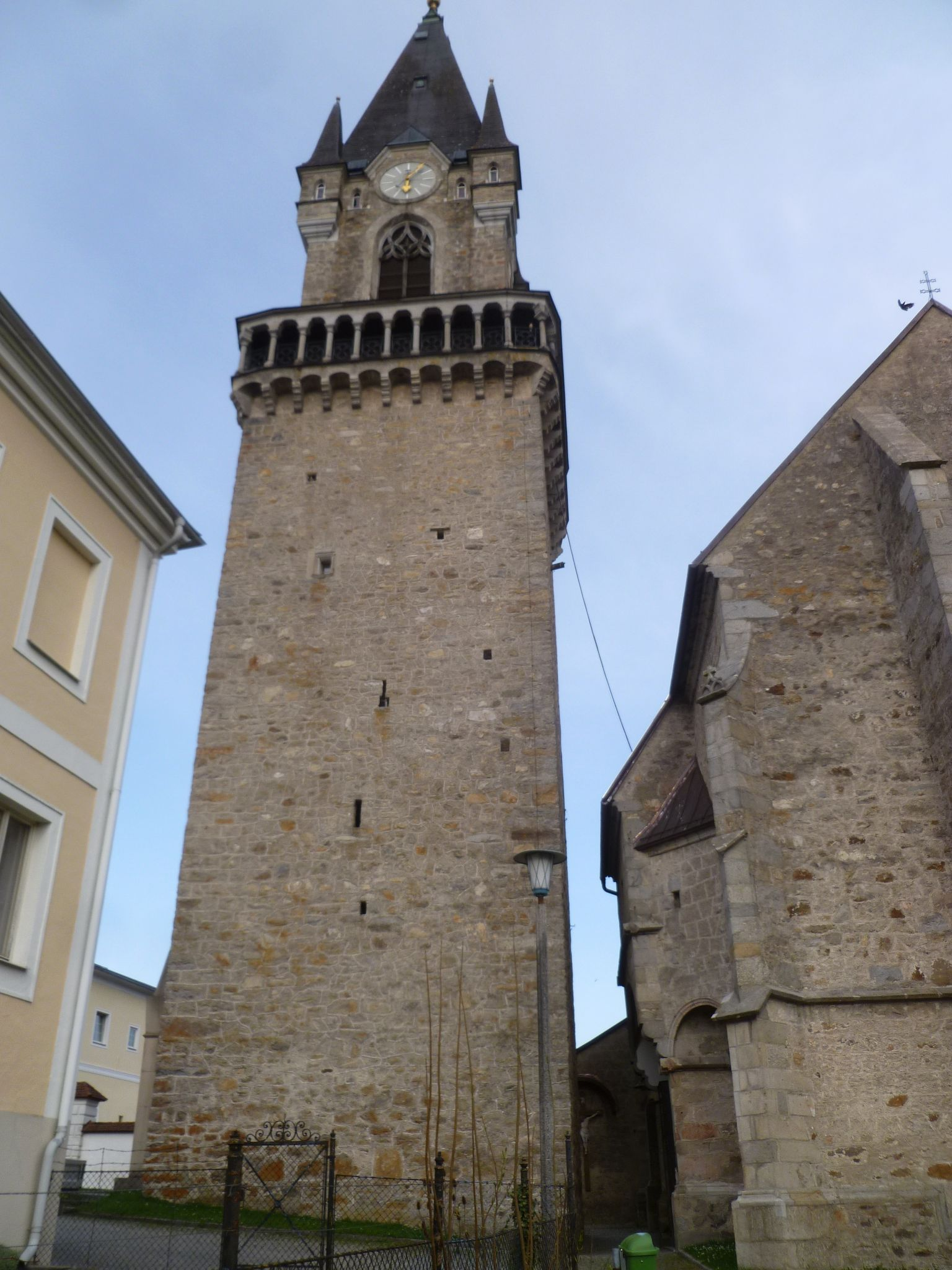
Wehrturm in Haslach an der Mühl